# Ophiocaryon neillii
Ophiocaryon neillii är en tvåhjärtbladig växtart som beskrevs av Aymard och Daly. Ophiocaryon neillii ingår i släktet Ophiocaryon och familjen Sabiaceae. Inga underarter finns listade.